# Busan Asiad Stadium
Busan Asiad Stadium (부산 아시아드 주경기장) è lo stadio di calcio di Busan, in Corea del Sud. Costruito nel luglio 2001, durante il campionato del mondo 2002 ospitò i seguenti incontri;
- Paraguay -  Sudafrica 2-2 (gruppo B) il 1º giugno
- Corea del Sud -  Polonia 2-0 (gruppo D) il 4 giugno
- Francia -  Uruguay 0-0 (gruppo A) il 6 giugno

Nel 2002 ha ospitato le gare di atletica leggera della quattordicesima edizione dei Giochi asiatici.